# Sławomir Kuczko
Sławomir Piotr Kuczko (ur. 25 czerwca 1985 w Koszalinie) – polski pływak, mistrz Europy.
Startuje w barwach AZS AWF Warszawa, w 2004 rozpoczął studia na warszawskiej AWF, wcześniej uczeń Szkoły Mistrzostwa Sportowego w Szczecinie (SMS Szczecin). Zdobył złoty medal Europejskich Igrzysk Młodzieży w 2001 (200 m stylem klasycznym), na tym samym dystansie był 5. w mistrzostwach Europy juniorów w 2003 oraz niespodziewanie zdobył srebrny medal mistrzostw Europy seniorów na krótkim basenie w Wiedniu (grudzień 2004). Rok później na mistrzostwach Europy na krótkim basenie w Trieście zdobył złoty medal. Rekordzista Polski na 200 m stylem klasycznym; na wiedeńskich mistrzostwach uzyskał czas 2:07.61, w listopadzie 2005 na mistrzostwach Polski w Gorzowie poprawił ten wynik (2:07.41), a kolejny rekord ustanowił w Trieście - 2:07.01. 2 sierpnia 2006 zdobył złoty medal ME w Budapeszcie w wyścigu na 200 m żabką (czyli stylem klasycznym).
W 2021 odznaczony Krzyżem Kawalerskim Orderu Odrodzenia Polski.